# Payerne
Payerne (/pajɛʁn/, toponimo francese; in tedesco Peterlingen, desueto) è un comune svizzero di 9 486 abitanti del Canton Vaud, nel distretto della Broye-Vully del quale è capoluogo.

## Storia
Dal suo territorio nel 1806 fu scorporata la località di Corcelles-près-Payerne, divenuta comune autonomo; fino al 2008 è stato capoluogo del distretto di Payerne.

## Monumenti e luoghi d'interesse

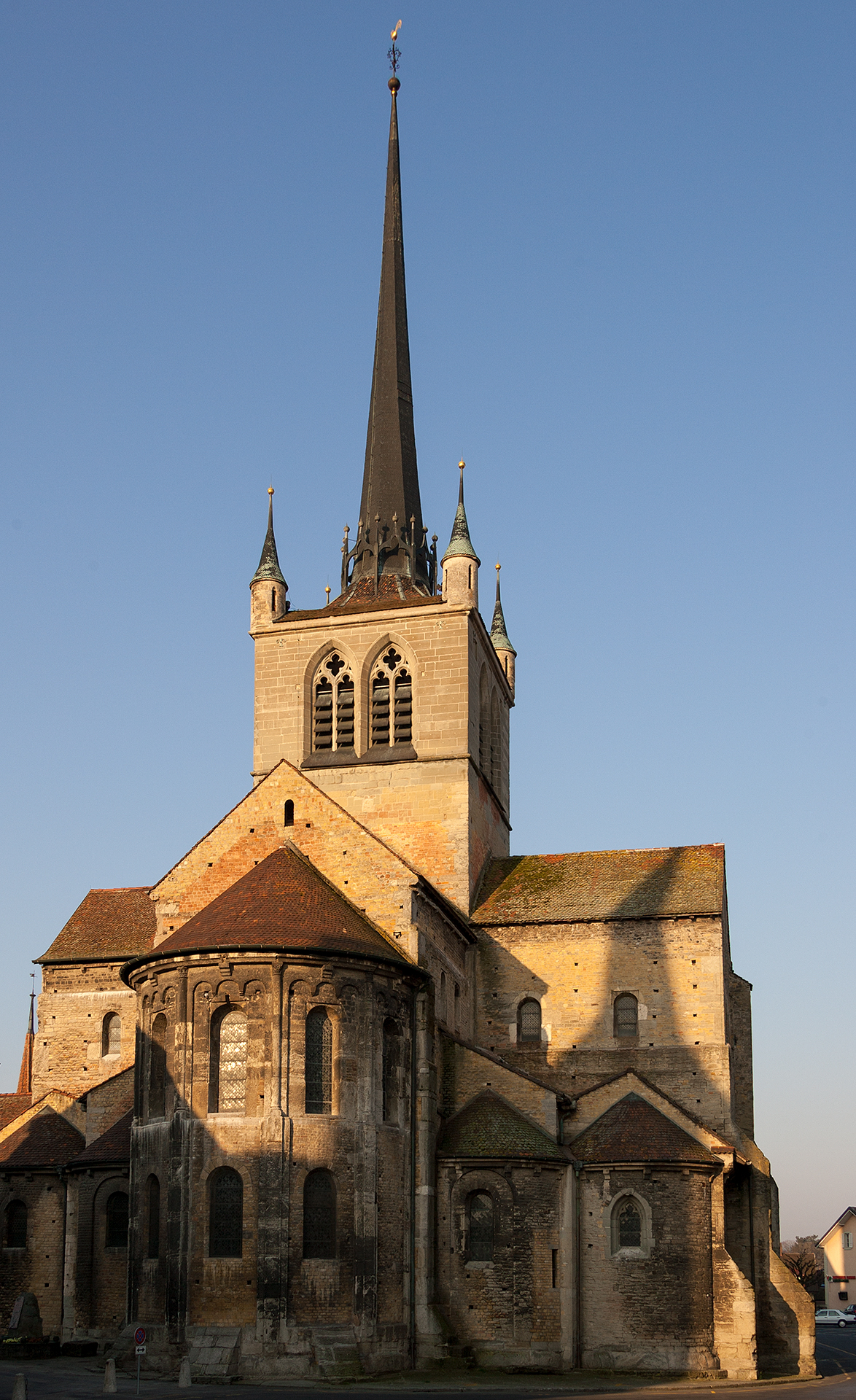
L'abbazia di Payerne

- Abbazia di Payerne, fondata nel X secolo[1].

## Società

### Evoluzione demografica
L'evoluzione demografica è riportata nella seguente tabella:
Abitanti censiti

## Amministrazione
Ogni famiglia originaria del luogo fa parte del cosiddetto comune patriziale e ha la responsabilità della manutenzione di ogni bene ricadente all'interno dei confini del comune.

## Infrastrutture e trasporti
Payerne è servito dall'omonima stazione sulle ferrovie Friburgo-Yverdon e Palézieux-Lyss.